# Smyczka (obwód wołgogradzki)
Smyczka (ros. Смычка) – chutor w Rosji, w obwodzie wołgogradzkim, w rejonie pałłasowskim. W 2010 liczył 271 mieszkańców.